# Gaussia spirituana
Gaussia spirituana är en enhjärtbladig växtart som beskrevs av Moya och Leiva. Gaussia spirituana ingår i släktet Gaussia och familjen Arecaceae. Inga underarter finns listade i Catalogue of Life.